# 東海市立名和中学校
東海市立名和中学校（とうかいしりつ なわちゅうがっこう）は、愛知県東海市名和町にある市立中学校。
1970年代、東海市立上野中学校がマンモス校で大勢の生徒数を抱えていたことや、名和地区からの通学が時間を要することを理由に名和地区に中学校を建設。1979年に開校した。東海市立緑陽小学校区と東海市立名和小学校区の国道302号線以北の地区が進学してくる。

## 沿革
・1979年（昭和54年）4月5日、東海市立名和中学校開校。
・1980年（昭和55年）3月13日、第1回卒業証書授与式を開催
・1984年（昭和59年）7月6日、クラブハウスを建設。
・1985年度（昭和60年度）、知多地方体育大会　剣道男子　優勝
・1987年（昭和62年）8月22日、全国中学校選抜剣道大会女子準優勝
・1988年（昭和63年）8月5日、第二回沖縄交流事業参加
・1990年（平成2年）11月6日、校内持久走大会開始
・1991年（平成3年）11月17日、両親学級の講師に愛教大の魚住教授が就任
・1992年（平成4年）11月24日、運動場整地工事開始
・1996年（平成8年）3月1日、第二回合唱コンクールを開催
・2001年度（平成13年度）、米沢市親善交流を開始。修学旅行で山形県米沢市を訪れるようになる。
・2002年（平成14年）11月26日、第1回校内マラソン大会（持久走大会からリニューアルを平地公園で開催。後に校内開催に戻る。）
・2003年（平成15年）8月26日、2年生の林間学習で木曽駒高原に行くようになる。（後に沖縄体験学習へと発展）
・2005年（平成17年）2月14日、歌声の響く学校づくりを始める。
・2009年（平成21年）11月13日、本館耐震工事完了
・2015年（平成27年）2月13日、東海市芸術劇場での合唱コンクール開催（現在は校内開催に戻っている）
・2019年（令和元年）6月25日、普通教室エアコン使用開始
・2020年度（令和2年度）、体育館・柔剣道場改修工事
・2024年度（令和5年度）、制服が学ラン&セーラー服タイプからブレザータイプに一新

## 学校行事
・入学式：4月（1年）
　体育館にて開催する。
・修学旅行：5月（3年）
　東海市の姉妹市である米沢市と、東京ディズニ
　ーリゾートを訪問する。1年ごとに東京ディズ
　ニーランドか東京ディズニーシーに行くかが
　入れ替わる。また、クラスごとに東京や横浜を
　分散してまわる。
・沖縄体験学習：6月（2年）
　以前は3泊4日だったが、令和7年度より2泊3日
　に変更。東海市の姉妹市の沖縄市にあるコザ中
　学校や、ひめゆりの塔などを訪問する。
・名和中祭（体育祭・文化祭・合唱コンクール）：　　　　　　　
　10月（全学年）
　文化祭は令和元年度より、クラスごとの企画か
　ら学年ごとに体育館にて発表する企画に変更。
　また令和5年度から、合唱コンクール（以前は
　12月に単独で開催）は名和中祭と合併。
・マラソン大会：12月（全学年）
平成29年度までは11月に開催していた。
・卒業式：3月（全学年）
体育館で開催。在校生も参加（コロナ禍の例外を除く）。

## 部活動

### 運動部
- 野球部（男・女)
- ソフトボール部（女）
- サッカー部（男）
- バスケットボール部（男・女）
- バレーボール部（男・女）
- テニス部（女）
- 卓球部（女）
- 剣道部（男・女）
- 校外活動部（男・女）

### 文化部
- 吹奏楽部
- 造形部
- パソコン部

## 周辺施設
・名和中学校プール（かつての市営名和プール）
・緑陽公園